# مدرسة شارل دو غول (دمشق)
مدرسة شارل دو غول هي مدرسة فرنسية دولية في دمشق، سوريا. تخدم المدرسة المستويات المادية (مرحلة ما قبل المدرسة) من خلال المدرسة الثانوية (المدرسة الثانوية العليا).
على الرغم من الحرب الأهلية السورية، ظلت المدرسة مفتوحة حتى عام 2015.
خلال سنواتها الأولى، تم تصميم المدرسة للطلاب الفرنسيين فقط. في وقت لاحق، أصبح الوصول إليها أكثر سهولة من قبل الجنسيات الأخرى ولكن لا يزال غالبية الطلاب فرنسيين. عندما بدأت الحرب الأهلية، لم يعد هناك اتصال بين سوريا وفرنسا لأسباب سياسية. تم توجيه المدرسة من قبل أولياء أمور الطلاب مما جعلها في متناول الجميع. لم يتم إرسال المزيد من الموظفين من فرنسا، فقط العقود المحلية وأصبح الطلاب الفرنسيون أقلية. اليوم، هي مدرسة خاصة مثل العديد من المدارس الأخرى بنسبة 77% من السوريين و13% من الفرنسيين و10% من الجنسيات الأخرى (الأرجنتينيون والأرمن واللبنانيون).
يوجد عدد أكبر من الطلاب في المدرسة الثانوية مقارنة بالمدارس الابتدائية.
قبل الحرب الأهلية، كان بالمدرسة حوالي 1000 طالب من بينهم 566 في القسم الابتدائي فقط في عام 2007. أثارت الحرب الأهلية رحيل الأغلبية.

## التطور في المدرسة الثانوية منذ عام 2003
تضم المدرسة 375 طالبًا فقط خلال العام الدراسي 2017-2018.
في السنوات الأخيرة (2018-2019)، تحسن الوضع ببطء وأصبحت الظروف أكثر قبولًا، مما أدى بعد فترة قصيرة إلى زيادة 19.2% من النقوش وقطاعات رياض الأطفال والابتدائية تأثرت أكثر من غيرها، وهذا ما يفسره رغبة الآباء في تكييف أطفالهم مع النظام الفرنسي منذ صغرهم.

## قطاعا المدارس الابتدائية والثانوية حتى اليوم

### النتائج
على الرغم من الظروف الحرجة التي مر بها الطلاب، أثبتت النتائج كفاءة النظام وتجاوزت متوسط درجات وكالة التعليم الفرنسي في الخارج AEFE وكذلك بعض الحالات في فرنسا.

## روابط خارجية
- (بالفرنسية) Lycée Charles de Gaulle